# Yvonne Reynders
Yvonne Reynders (Schaerbeek, 4 de agosto de 1937) es una deportista belga que compitió en ciclismo en las modalidades de ruta y pista.
Ganó siete medallas en el Campeonato Mundial de Ciclismo en Ruta entre los años 1959 y 1976.
En pista obtuvo seis medallas en el Campeonato Mundial de Ciclismo en Pista entre los años 1961 y 1966.

## Medallero internacional
| Campeonato Mundial | Campeonato Mundial        | Campeonato Mundial | Campeonato Mundial |
| Año                | Lugar                     | Medalla            | Competición        |
| ------------------ | ------------------------- | ------------------ | ------------------ |
| 1959               | Rotheux-Rimière (Bélgica) | Medalla de oro     | Ruta               |
| 1961               | Douglas (Reino Unido)     | Medalla de oro     | Ruta               |
| 1962               | Saló (Italia)             | Medalla de plata   | Ruta               |
| 1963               | Ronse (Bélgica)           | Medalla de oro     | Ruta               |
| 1965               | Lasarte (España)          | Medalla de plata   | Ruta               |
| 1966               | Nürburgring (RFA)         | Medalla de oro     | Ruta               |
| 1976               | Ostuni (Italia)           | Medalla de bronce  | Ruta               |

| Campeonato Mundial | Campeonato Mundial     | Campeonato Mundial | Campeonato Mundial     |
| Año                | Lugar                  | Medalla            | Competición            |
| ------------------ | ---------------------- | ------------------ | ---------------------- |
| 1961               | Zúrich (Suiza)         | Medalla de oro     | Persecución individual |
| 1962               | Milán (Italia)         | Medalla de plata   | Persecución individual |
| 1963               | Rocourt (Bélgica)      | Medalla de plata   | Persecución individual |
| 1964               | París (Francia)        | Medalla de oro     | Persecución individual |
| 1965               | San Sebastián (España) | Medalla de oro     | Persecución individual |
| 1966               | Fráncfort (RFA)        | Medalla de plata   | Persecución individual |